# Phare de Black Rock (Sligo)
Le phare de Black Rock est un phare situé sur un îlot rocheux en baie de Sligo dans le Comté de Sligo (Irlande). Il est géré par les Commissioners of Irish Lights (CIL).
Il ne faut pas le confondre avec le Phare de Black Rock du comté de Mayo.

## Histoire
Une première balise en pierre avait été établie sur l'îlot rocheux au cours du 18e siècle mais celle-ci a été vite emportée par les tempêtes de 1814. Une tour de pierre de 15 m a été reconstruit en 1819.

En 1821,une demande a été faite pour que la balise soit reconvertie en phare. C'est seulement en 1835 que le phare a été mis en service en utilisant la balise comme base de la tour, d'où l'escalier extérieur en spirale à la porte d'entrée bien au-dessus de la ligne des hautes eaux. C'est désormais une tour de 25 m de haut, avec lanterne et galerie. Le phare est peint blanc avec une bande horizontale noire. Il a été électrifié en 1965.
Il émet un flash blanc toutes les 5 secondes et un flash rouge dans le secteur nord-ouest des Wheat and Seal Rocks. Placé sur un îlot inondable à marée haute, il marque le début de l'entrée du port de Sligo.